# Хрёрик Метатель Колец
Хрёрик Метатель Колец (др.-сканд. Hrærekr Slöngvanbaugi, дат. Rørik Slængeborræ или Rørik Slyngebond ; встречаются русские варианты Рюрик и Рорик, Рёрик Зеландский) — легендарный король VII века из рода Скьёльдунгов, правивший Зеландией и Данией. Упоминается в «Лундских анналах», «Деяниях данов», «Саге о Ньяле», «Книге о заселении Исландии» и других хрониках (дат. Lejrekrøniken, дат. Sögubrot, др.-сканд. Hversu Noregr byggðist, др.-сканд. Skjöldunga saga, др.-сканд. Bjarkarímur). Является дедом полулегендарного принца Амлета, прототипа главного героя пьесы Шекспира «Гамлет».

## История
Согласно «Лундским анналам» (дат. Lundårbog, Annales Lundenses), Хрёрик является сыном аса Хёда (Хёд, в свою очередь, является сыном Одина и Фригг).
Хрёрик описывается как победоносный царь, завоевавший и обложивший данью Курляндию, Швецию и земли вендов. В «Деяниях данов» Саксона Грамматика именно Хрёрик поставил правителями Ютландии братьев Орвендила (др.-сканд. Aurvandil) и Фенгона (дат. Feng). От брака Орвендила с Герутой, дочерью Хрёрика, родился Амлет (Amletus), прототип шекспировского Гамлета.
По другим источникам, отцом Хрёрика Метателя Колец является Хальвдан, а дедом — Хрёрик Дробитель Колец. Хрёрик был женат на Ауде Богатой (первый муж), единственной дочери конунга Ивара Широкие Объятья (Скьёльдунг), правившего в Сконе. У Хрёрика и Ауды было трое детей: двое сыновей (Сигурд и Харальд Боезуб) и дочь (Gerutha).
Считается, что у Хрёрика был брат Хельги, который также желал заполучить в жёны Ауду Богатую. Однако Ивар вынудил Хрёрика убить брата и в результате напал на ослабленного войной Метателя колец и убил его. Однако королева Ауда, возглавив зеландскую армию, смогла дать отпор войскам отца, после чего бежала с сыном Харальдом в Гардарику.

## Метатель Колец
Прозвище Хрёрика произошло от др.-сканд. sløngvanbaugi — Метатель (Расточитель) колец, где речь идёт не о броске, а о дарении. В «Саге о Вёльсунгах» и «Старшей Эдде» кольцо являлось символом богатства и власти (как крупная денежная единица). Так как стоимость каждого драгоценного кольца была целым состоянием, щедрые конунги получали эпитет метатели и дробители колец, поскольку одаривали своих приближённых цельными или кусочками сломанного кольца.
Согласно описанной в сагах легенде, прозвище «Метатель Колец» Хрёрик получил после того, как во время подавления восстания славян-венедов неудачно попытался перекинуть между двумя кораблями, находящимися в море, связку колец. Кольца предназначались в качестве награды одному из воинов данов, который победил бы в поединке славянского богатыря, что позволяло завершить войну без больших потерь. Некто Уббо, вызываясь на участие в этом поединке, упрекал Хрёрика, что тот никому не показывает и не доверяет обещанную награду. И тогда Хрёрик метнул кольца в сторону Уббо, но недостаточно сильно, и связка упала в море. При этом Уббо всё равно согласился участвовать в поединке, в котором погиб вместе с соперником.